# Punto de Momento Cero
Zero moment point (ZMP) o punto de momento cero es un concepto relacionado con la dinámica y el control de movimiento, fundamentalmente empleado en el proceso de locomoción bípeda, concretamente en robots humanoides. El punto de momento cero define el punto con respecto al cual la fuerza de reacción dinámica producida por el contacto del pie con el suelo no produce ningún momento de inercia en dirección horizontal, o lo que sería lo mismo, el punto donde la suma de la totalidad de las fuerzas horizontales, contabilizando la inercia y la gravedad sea igual a cero. El concepto asume que el área de contacto con el suelo es plana y que ejerce suficiente fricción para evitar que los pies se deslicen.

## Introducción
Este concepto fue introducido en enero de 1968 por Miomir Vukobratović en el Tercer Congreso de la Unión de Mecánica Teórica y Aplicada en Moscú. En los siguientes trabajos y documentos que se produjeron entre 1970 y 1972, se llamaría punto de momento cero (su acrónimo en inglés es ZMP) y se extendería por todo el mundo.
El punto de momento cero es un concepto fundamental en el movimiento de robots bípedos. En estos casos su movimiento debe ser planeado con respecto a la estabilidad dinámica de todo su cuerpo. Esta no es una tarea fácil, especialmente porque la parte superior del cuerpo del robot (torso) tiene una masa e inercia más grande que las piernas, que se supone que soportan y mueven el robot. Esto se puede comparar con el problema de equilibrar un Péndulo invertido.
La trayectoria de un robot bípedo se planifica utilizando la ecuación de momento cinético para asegurar que las trayectorias generadas garantizan la estabilidad postural dinámica del robot, que generalmente se cuantifica por la distancia del punto de momento cero en los límites de una región de estabilidad predefinida llamada polígono de soporte. La posición del punto de momento cero se ve afectada por la masa e inercia referidas al torso del robot, ya que su movimiento generalmente requiere una alta fuerza de torsión en el tobillo para mantener una estabilidad postural dinámica satisfactoria.
Un enfoque para resolver este problema consiste en utilizar pequeños movimientos del tronco para estabilizar la postura del robot. Estos movimientos, aunque antinaturales desde el punto de vista de una caminata bípeda humana, consiguen mantener el punto de momento cero sobre el polígono de soporte, lo que garantiza la estabilidad del robot.
Sin embargo, algunos métodos nuevos de planificación se están desarrollando para definir las trayectorias de los enlaces de las piernas de tal manera que el torso del robot se dirige naturalmente para reducir la fuerza de torsión del tobillo necesario para compensar su movimiento. Si la planificación de la trayectoria de los eslabones de las piernas se realiza correctamente, entonces el punto de momento cero no se moverá fuera de la región de estabilidad predefinida y el movimiento del robot será más suave, imitando una trayectoria natural.

## Formulación del punto de momento cero
La fuerza resultante de la inercia y las fuerzas de gravedad que actúan sobre un robot bípedo se expresa mediante la fórmula:
{\displaystyle F_{}^{gi}=mg-ma_{G}}
donde {\displaystyle m} es la masa total del robot, {\displaystyle g} es la aceleración de la gravedad, {\displaystyle G} es el centro de masas y {\displaystyle a_{G}} es la aceleración del centro de masas.
El momento es un punto {\displaystyle X} que puede definirse como:
{\displaystyle M_{X}^{gi}={\overrightarrow {XG}}\times mg-{\overrightarrow {XG}}\times ma_{G}-{\dot {H}}_{G}}
donde {\displaystyle {\dot {H}}_{G}} es la medida del momento angular en el centro de masas.
Las ecuaciones de Newton-Euler del movimiento global del robot bípedo se pueden escribir como:
{\displaystyle F_{}^{c}+mg=ma_{G}}
{\displaystyle M_{X}^{c}+{\overrightarrow {XG}}\times mg={\dot {H}}_{G}+{\overrightarrow {XG}}\times ma_{G}}
donde {\displaystyle F_{}^{c}} es la resultante de las fuerzas de contacto en X y {\displaystyle M_{X}^{c}} es el momento relacionado con fuerzas de contacto sobre el punto X.
Las ecuaciones de Newton–Euler pueden ser reescritas como:
{\displaystyle F_{}^{c}+(mg-ma_{G})=0}
{\displaystyle M_{X}^{c}+({\overrightarrow {XG}}\times mg-{\overrightarrow {XG}}\times ma_{G}-{\dot {H}}_{G})=0}
de modo que resulta más fácil ver que tenemos:
{\displaystyle F_{}^{c}+F^{gi}=0}
{\displaystyle M_{X}^{c}+M_{X}^{gi}=0}
Estas ecuaciones muestran que el robot bípedo se equilibra dinámicamente si las fuerzas de contacto y las fuerzas de inercia y gravedad son estrictamente opuestas.
Si se define un eje {\displaystyle \Delta ^{gi}}, donde el momento es paralelo al vector normal {\displaystyle n} de la superficie de cada punto del eje, entonces el Punto de Momento Cero (ZMP) necesariamente pertenece a este eje, ya que, por definición, está dirigido a lo largo del vector {\displaystyle n}. El Punto de Momento Cero será entonces la intersección entre el eje {\displaystyle \Delta ^{gi}} y la superficie del suelo de manera que:
{\displaystyle M_{Z}^{gi}={\overrightarrow {ZG}}\times mg-{\overrightarrow {ZG}}\times ma_{G}-{\dot {H}}_{G}}
con
{\displaystyle M_{Z}^{gi}\times n=0}
donde {\displaystyle Z} representa el ZMP.
Debido a la oposición entre las fuerzas de gravedad e inercia y las fuerzas de contacto mencionadas anteriormente, el punto {\displaystyle Z} (ZMP) se puede definir por:
{\displaystyle {\overrightarrow {PZ}}={\frac {n\times M_{P}^{gi}}{F^{gi}\cdot n}}}
donde {\displaystyle P} es un punto de contacto con el suelo, p.ej. la proyección normal del centro de masa.

## Aplicaciones
Las técnicas para calcular el Punto de Momento Cero (ZMP) han sido empleadas hasta la actualidad para desarrollar los algoritmos de locomoción bípeda de la inmensa mayoría de los robots desarrollados hasta la fecha.

### en inglés
- Forces Acting on a Biped Robot, Center of Pressure—Zero Moment Point. Archivado el 12 de octubre de 2008 en Wayback Machine. Philippe Sardain and Guy Bessonnet. IEEE Trans. Systems, Man, and Cybernetics—Part A. Vol. 34, No. 5, pp. 630–637, 2004. (alt1, alt2)
- Vukobratovic, Miomir and Borovac, Branislav. Zero-moment point—Thirty five years of its life. International Journal of Humanoid Robotics, Vol. 1, No. 1, pp. 157–173, 2004.
- Goswami, Ambarish. Postural Stability of Biped Robots and the Foot-Rotation Indicator (FRI) Point. The International Journal of Robotics Research, Vol. 18, No. 6, 523–533 (1999).
- Walking Control Algorithm of Biped Humanoid Robot on Even, Uneven and Inclined Floor.

### en español
- Evaluación experimental del caminado en tiempo real de un robot bípedo (enlace roto disponible en Internet Archive; véase el historial, la primera versión y la última). Víctor De-León-Gómez ,J. Alfonso Pámanes G.,Víctor Santibáñez . Revista Iberoamericana de Automática e Informática industrial 12 (2015) 408–418
- Como camina un humanoide Dr. Alejandro Aceves Archivado el 1 de diciembre de 2017 en Wayback Machine. Seminario del Proyecto de Investigación en robótica Humanoide